# Specjalne Zebranie przy Głównodowodzącym Siłami Zbrojnymi Południa Rosji

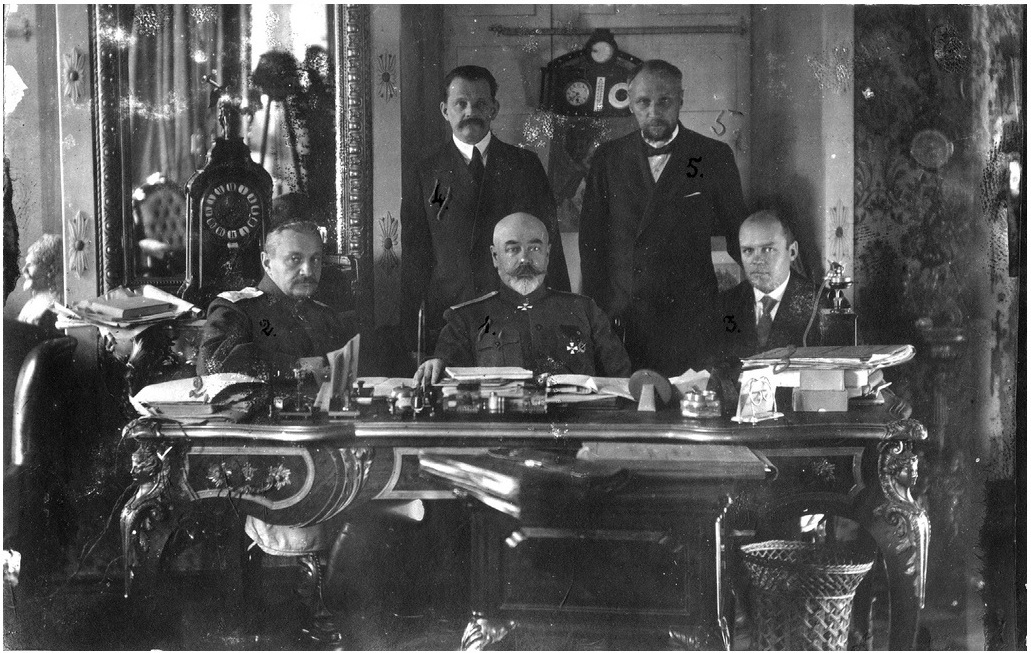
Członkowie Specjalnego Zebrania: siedzą od lewej Iwan Romanowski, Anton Denikin, Konstantin Sokołow. Stoją Nikołaj Astrow i Nikanor Sawicz.

Specjalne Zebranie przy Głównodowodzącym Siłami Zbrojnymi Południa Rosji (ros. Особое совещание при Главкоме Вооруженных Сил Юга России) - polityczny organ wykonawczy Białych w latach 1918–1919
W grudniu 1917 r. przy dowództwie nowo formowanej Armii Ochotniczej została powołana Rada Polityczna. W jej skład weszli wyżsi wojskowi (m.in. gen. Michaił Aleksiejew, gen. Ławr Korniłow, gen. Anton Denikin), działacze polityczni (m.in. Paweł Milukow, Borys Sawinkow) oraz przedstawiciele Kozaków dońskich. Pomiędzy wojskowymi i socjalistą Sawinkowem doszło jednak do konfliktu, który sparaliżował działalność Rady, w wyniku czego w styczniu 1918 r. rozwiązała się. 
Zajęcie latem 1918 r. przez wojska Białych ziem Kozaków kubańskich oraz części guberni stawropolskiej i czarnomorskiej, organizacja na tym obszarze władz wojskowo-cywilnych, współpraca z władzami Kozaków dońskich i kubańskich oraz nawiązanie pierwszych kontaktów z państwami Ententy skłoniły głównodowodzącego Armią Ochotniczą gen. Aleksiejewa do utworzenia jakiegoś organu władzy państwowej. Początkowo powstał oddział wojskowo-polityczny z funkcjami kancelarii przy dowództwie Armii Ochotniczej. Wkrótce stało się jasne, że istnieje konieczność powołania centralnego organu władzy państwowej. 
W rezultacie 31 sierpnia w Jekaterynodarze rozpoczęło działalność Zebranie przy Głównodowodzącym Armii Ochotniczej,  przemianowane 25 września (po śmierci gen. Aleksiejewa) na Specjalne Zebranie przy Głównodowodzącym Armii Ochotniczej, a następnie Sił Zbrojnych Południa Rosji. Nazwa została wymyślona przez działacza konserwatywnego Wasilija Szulgina. Zarówno nazwa, jak też umiejscowienie i skład osobowy organu jasno pokazywały podrzędną rolę w stosunku do władz wojskowych. Miał on też mieć charakter tymczasowy do czasu powołania rządu ogólnorosyjskiego. Ponadto część wojskowych, jak gen. Aleksandr Łukomski, pełniący funkcję zastępcy gen. Antona Denikina, zdecydowanie wrogo odnosiła się do Specjalnego Zebrania. 
Jego członkami zostali: gen. Michaił Aleksiejew jako przewodniczący, gen. Abram Dragomirow, gen. Aleksander Łukomski, adm. A. M. Gierasimow, gen. Iwan Romanowski, gen. Aleksandr Sannikow, gen. Gieorgij Kartacci, gen. Nikołaj Tichmieniew, gen. Władimir Engelke, Anatolij Nieratow, Nikołaj Czebyszow, Własimir Nosowicz, W. N. Czełszczow, W. N. Kołokolnikow, Aleksandr D. Bilimowicz, Michaił W. Biernacki, B. A. Liebiedow, Aleksandr Fenin, S. N. Masłow, E. P. Szuberski, W. P. Jurczenko, I. I. Malinin, książę Gieorgij Trubeckoj, Wasilij Stiepanow, prof. K. N. Sokołow, S. W. Biezobrazow, Nikołaj Astrow, Michaił Fiodorow, I. I. Szipow, D. I. Nikiforow, N. Z. Sawicz. Byli oni przedstawicielami prawicowo-liberalnych sił politycznych. 
Krótko po utworzeniu doszło do konfliktu Specjalnego Zebrania z władzami Kozaków dońskich i kubańskich, co było wynikiem nie uznawania suwerenności ziem kozackich, a jedynie możliwości przyznania im jakiegoś rodzaju autonomii. Pod koniec listopada kilku członków Specjalnego Zebrania zostało włączonych w skład delegacji rosyjskiej, wysłanej na obrady konferencji pokojowej w Wersalu. W styczniu 1919 r. w ramach Specjalnego Zebrania powołano Komisję Spraw Państwowych na czele z W. W. Szulginem. Działały też Komisje Spraw Robotniczych i Spraw Rolniczych. 
2 lutego tego roku Specjalne Zebranie otrzymało nową organizację. Składało się z wydziałów: wojskowego, wojskowo-morskiego, spraw wewnętrznych, rolnictwa, spraw zagranicznych, oświecenia publicznego, poczty i telegrafów, religii, żywności, dróg kolejowych, handlu i przemysłu, finansów, sprawiedliwości, kontroli państwowej. Miały one status ministerstw. Obrady odbywały się 2 razy w tygodniu. Miały miejsce również nieoficjalne narady z gen. Denikinem w jego kwaterze głównej. Na czele Specjalnego Zebrania stanął gen. Dragomirow, a następnie gen. Łukomski, jednocześnie przewodniczący wydziału wojny. Głównodowodzący wojsk Białych, dysponując najwyższą władzą, miał prawo nie wyrażenia zgody na uchwalone przez Specjalne Zebranie prawo. Ograniczone kompetencje organu wraz z rozwojem działań wojennych jeszcze bardziej ulegały ograniczaniu. 
W wyniku klęsk wojsk Białych część członków Specjalnego Zebrania, związana z Partią Konstytucyjno-Demokratyczną, zaproponowała gen. Denikinowi nadać organowi bardziej polityczny charakter i zwiększyć jego kompetencje w zakresie polityki wewnętrznej. 30 października 1919 r. Anton Denikin rozwiązał Specjalne Zebranie, obradujące od sierpnia tego roku w Rostowie nad Donem, zaś pod koniec działalności w Noworosyjsku. W jego miejsce powstał Rząd przy Głównodowodzącym Siłami Zbrojnymi Południa Rosji, a w marcu 1920 Rząd Południoworosyjski.